# George Kunz (Footballspieler)
George James Kunz (* 5. Juli 1944 in Fort Sheridan, Illinois) ist ein ehemaliger US-amerikanischer American-Football-Spieler auf der Position des Offensive Tackles. Er spielte in seiner Karriere bei den Atlanta Falcons und den Baltimore Colts in der National Football League (NFL).

## Frühe Jahre
Kunz ging auf die High School in Los Angeles. Später ging er auf die Notre Dame University, wo er auch für das College-Football-Team als rechter Tackle und Tight End spielte.

## NFL
Kunz wurde im NFL-Draft 1969 in der ersten Runde an zweiter Stelle von den Atlanta Falcons ausgewählt. Bereits in seiner ersten Saison wurde er in den Pro Bowl gewählt. Außerdem wurde er zwischen 1971 und 1977 noch sieben weitere Male hintereinander in den Pro Bowl gewählt. Zur Saison 1975 wechselte er zu den Baltimore Colts, wo er 1980 seine Karriere beendete. Insgesamt spielte Kunz 129 Spiele in der NFL.